# Yelland Linea
L'Yelland Linea è una struttura geologica della superficie di Europa.